# Ctenitis variabilis
Ctenitis variabilis är en träjonväxtart som först beskrevs av William Jackson Hooker, och fick sitt nu gällande namn av Tard. Ctenitis variabilis ingår i släktet Ctenitis och familjen Dryopteridaceae. Utöver nominatformen finns också underarten C. v. barteri.